# Kabyler
Kabyler (taqbaylit: ⵍⴻⵇⴱⴰⵢⴻⵍ Leqbayel, stam) är ett berberfolk i kustbergen i nordöstra Algeriet samt i nordvästra Marockos bergstrakter där de går under namnet rifkabyler. I Frankrike finns också en relativt stor grupp kabyler. I Algeriet bor drygt 3 miljoner kabyler och i Marocko bor 5-7 miljoner rifkabyler.
De algeriska kabylerna är sunnimuslimer och bor i ett område med namnet Kabylien som består av Storkabylien och Lillkabylien. I Storkabylien och lilla kabylien talas berberspråket taqbaylit. I Storkabylien har även de kulturella traditionerna bevarats i högre utsträckning. De algeriska kabylerna har historisk livnärt sig på oliv-, fikon- och grönsaksodling samt hantverk. Kabylien har inte kunnat livnära alla invånare vilket har resulterat i emigration, främst till Frankrike, med början efter första världskriget. Även Marockos rifkabyler är sunnimuslimer med inslag av förislamiska föreställningar. De livnär sig på jordbruk.

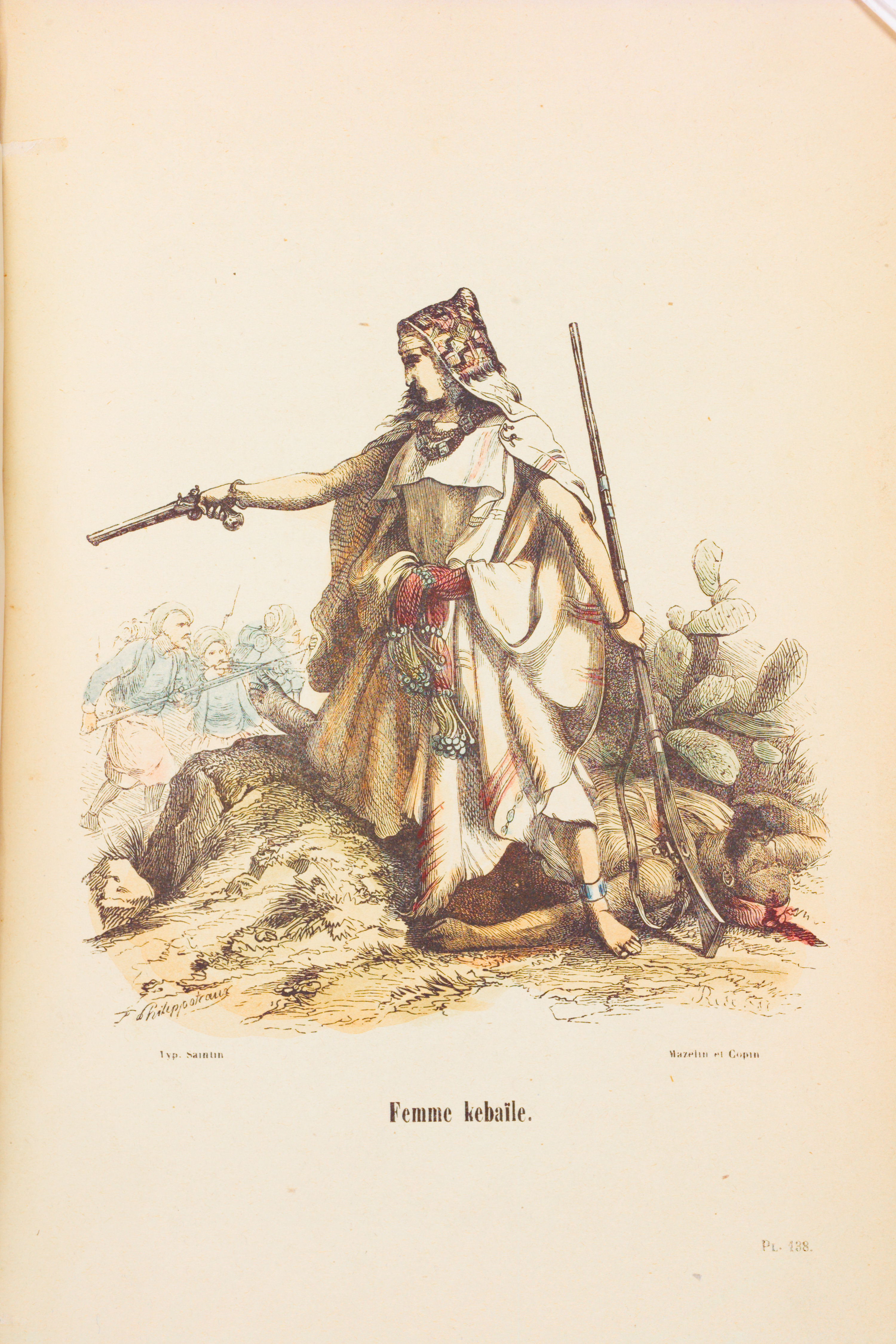
Lalla Fatma N'Soumer - kabylisk motståndskvinna.

Kabylerna i Algeriet har vid flera tillfällen gjort uppror och kraftigt motstånd mot fransmännen, och landet var ett kärnområde för FLN under oavhängighetskriget 1954–1962. Sedan 1962 har kabylerna under sina egna ledare haft en delvis självständig ställning i Algeriet.